# Ptilinopus rivoli
El tilopo de Rivoli (Ptilinopus rivoli) es una especie de ave columbiforme de la familia Columbidae propia de Nueva Guinea e isla circundates.
Se encuentra en la isla de Nueva Guinea, Aru, Mios Num, Yapen, isla Umboi y las Luisiadas. Sus hábitats naturales son bosques húmedos tropicales.